# Йенсен, Георг Артур
Георг Артур Йенсен (дат. Georg Arthur Jensen; 31 августа 1866[…], Родвад, Копенгаген — 2 октября 1935[…], Родвад, Копенгаген) — датский ювелир, художник и скульптор, серебряных дел мастер. Основатель ювелирной фирмы Georg Jensen Sølvsmedie, изделия по серебру которой оказали значительное влияние на развитие дизайна в производстве ювелирных изделий в скандинавских странах.

## Жизнь и творчество
Георг А.Йенсен начал своё ученичество как ювелир в возрасте 14 лет, затем получил художественное образование (как скульптор) в 1895—1901 годах в Датской Королевской художественной академии, и после работал в мастерской придворного ювелира Михельсена, а также в ателье Могенса Баллина, где выполнял заказы на изделия из олова и серебра. В 1904 году он открывает в Копенгагене собственную мастерскую и выпускает серебряную ювелирную продукцию в стиле модерн. Работы Йенсена пользуются большим успехом, и вскоре его мастерская преобразуется в фирму Georg Jensen. В 1914 году фирма открывает филиал в Берлине, в 1921 — в Лондоне, и в 1924 году — в Нью-Йорке, на Пятой авеню, имеет свои магазины также в Стокгольме и в Париже. Работы фирмы Георга Йенсена выставляются в 1900 году на Всемирной выставке в Париже.
После смерти Георга А. Йенсена в 1935 году фирму возглавляет его сын Йорген Йенсен (1885—1966). Он сохраняет в изготовлении серебряных изделий тот же художественный стиль, который был заложен в производство его отцом, и привлекает в качестве соавторов многих известных дизайнеров, среди них — Сигварда Бернадотта, Арне Якобсена, Финна Юля, Хеннинга Коппеля, Эрика Магнуссена. В 1950-е — 1970-е годы фирма Georg Jensen также производит высококачественные скульптурные украшения и наручные часы из драгоценных металлов, разработанные дизайнерами Нанной Дитцель и Вивьен Бюлов-Хюбе.
В 1973 году товарный знак Georg Jensen был приобретён фирмой Royal Copenhagen и в 1997 фирма Georg Jensen Sølvsmedie становится частью корпорации Royal Scandinavian Group, наряду с датскими и шведскими фирмами  Royal Copenhagen, Bing & Grøndal, Holmegaard, Orrefors, Kosta Boda und Höganäs Keramik.

## Галерея

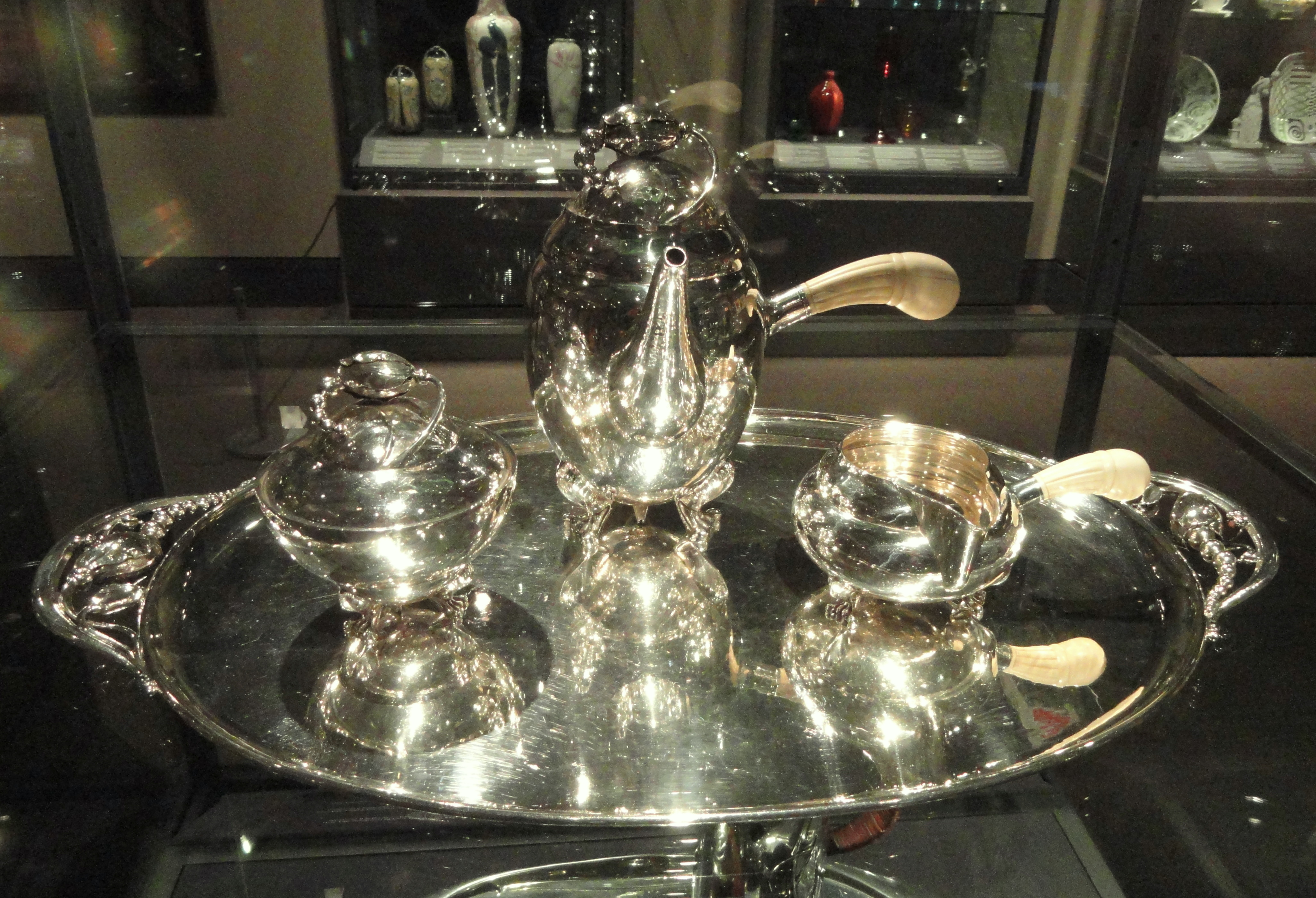
Георг А.Йенсен Кофейный сервиз (1905-1908)
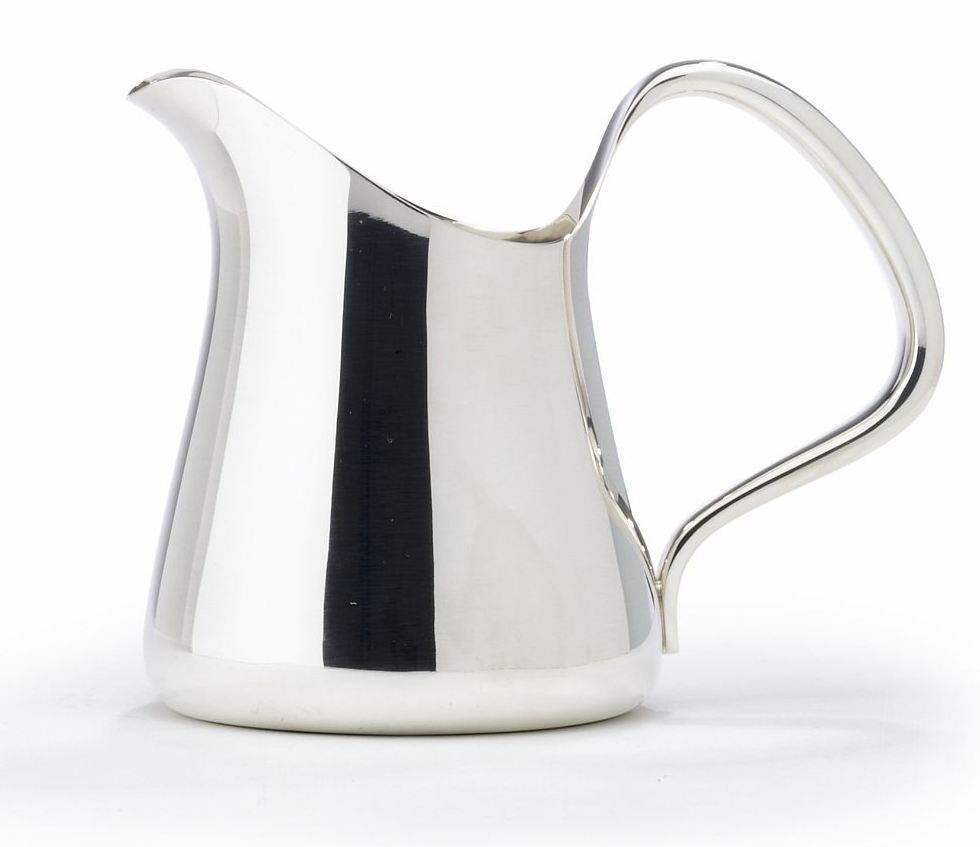
Молочник работы Георг Йенсен - Хеннинг Коппель
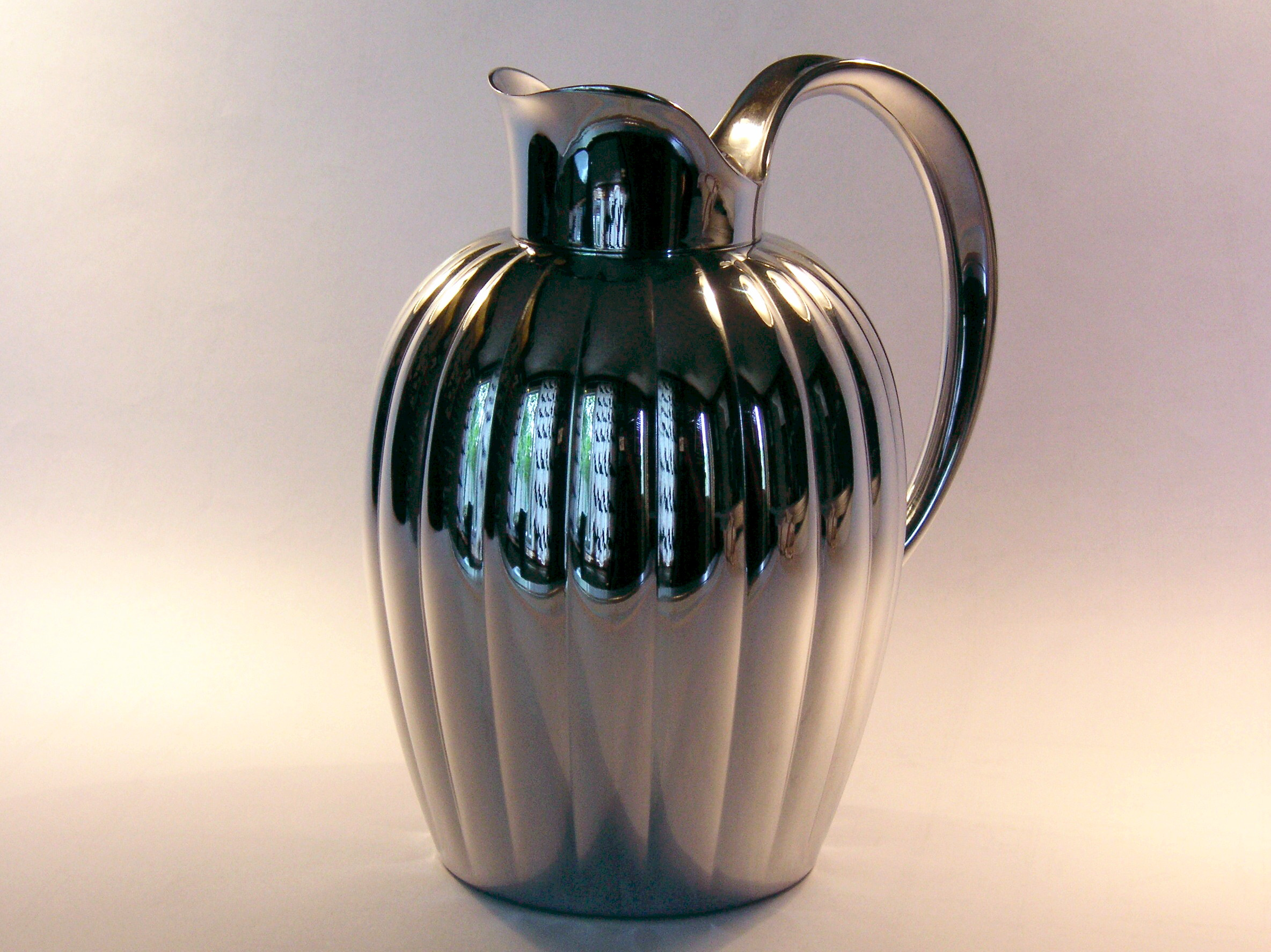
Кофейник работы Георг Йенсен - Сигвард Бернадотт
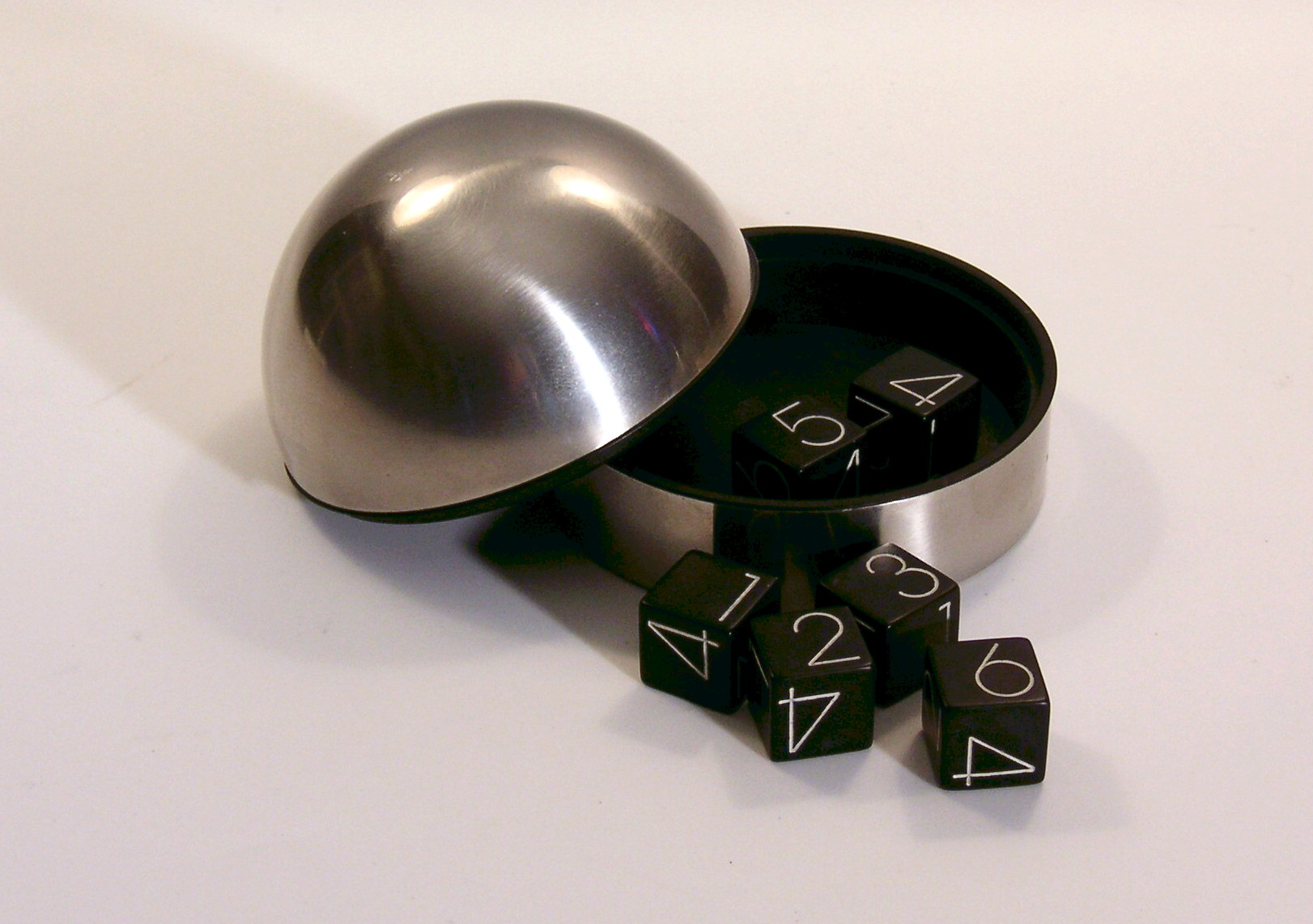
Сосуд работы Георг Йенсен - Дан Кристенсен
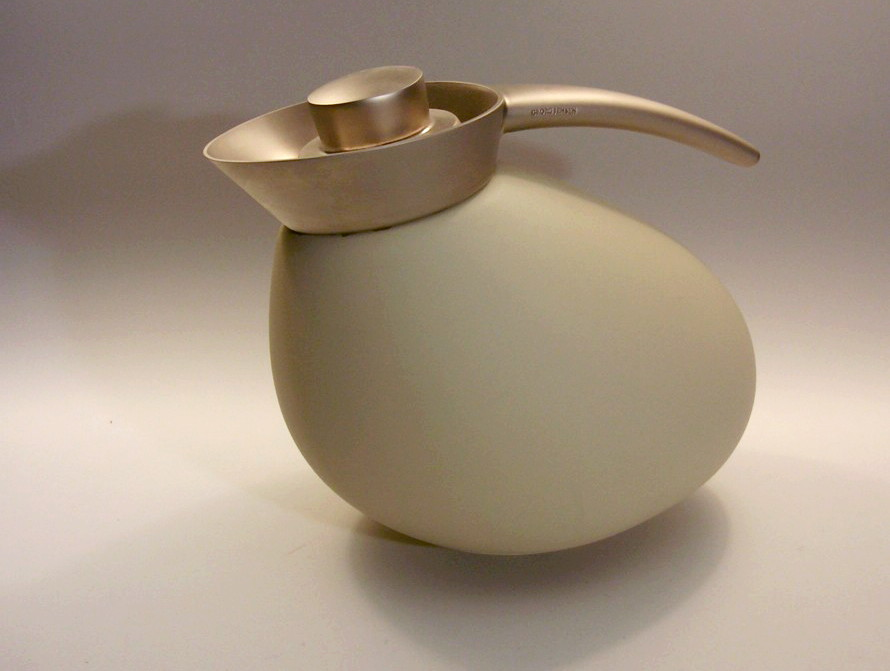
Кофейник работы Георг Йенсен - Маря Бернтсенс „Quack“
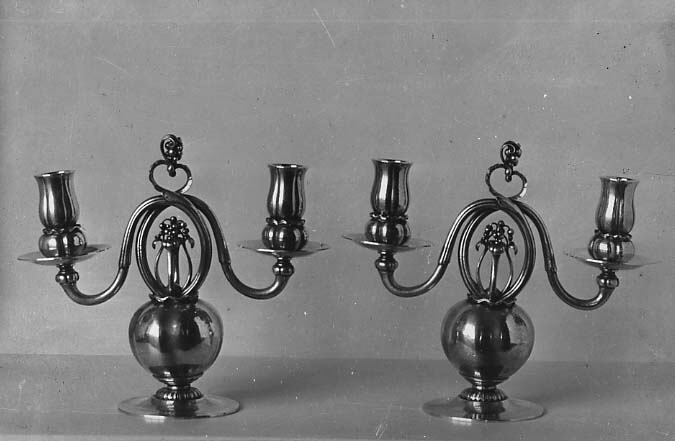
Георг Йенсен Канделябры (1919)

## В популярной культуре
- В космическом обеде в фильме 2001: A Space Odyssey были использованы столовые приборы фирмы Йенсена.

## Дополнения
- Георг Йенсен
- Йенсен, Георг Артур в Немецкой национальной библиотеке.